# تیشا (بازیگر)
تیشا (به انگلیسی: Tisha) بازیگر، مدل بنگلادشی است.
از کارهای معروف او می‌توان به بازی در فیلم بدون تخت گل رز اشاره کرد.